# Кленін Олег Володимирович
Оле́г Володи́мирович Кле́нін (нар. 15 жовтня 1967, Маріуполь, Донецька область, Українська РСР, СРСР) — український науковець, віце-президент АЕН України, доктор економічних наук, академік АЕН України, професор кафедри обліку та аудиту Приазовського державного технічного університету, український громадський діяч.
У травні 2022 заснував БО "БФ"Відбудуємо нашу Україну" діяльність якого спрямована на глобальне вирішення проблем водопостачання прифронтових територій та відбудову смарт-міст для маріупольчан на території України, які втратили своє житло у наслідок повномасштабного вторгнення. На 2023 рік близько 300 000 українців отримали безкоштовний доступ до високоякісної питної води. 
У 2024 році діяльність фонду була відзначена статусом державної значущості, вищими органами державної виконавчої влади України.

## Трудова діяльність
Із 1992 року директор Донецької обласної (СДЮШОР) спеціалізованої дитячо-юнацької спортивної школи олімпійського резерву з боксу м. Маріуполь.
Із 1994 року призначений на посаду директора спорткоплексу "Спартак" м. Маріуполь.
Із 2005 року викладач кафедри обліку та аудиту Приазовського державного технічного університету.
Із 2007 року доцент кафедри обліку та аудиту Приазовського державного технічного університету.
Із 2008 року радник голови Федерації профспілок України з майнових питань.
Із лютого 2009 року заступник голови правління "Укрпрофоздоровниці" Федерації профспілок України.
Із травня 2009 року переведений на посаду першого заступника голови Правління "Укрпрофоздоровниці" з питань розвитку, залучення інвестицій, капітального будівництва та майнових питань.
Із 2010 року перший заступник голови Правління "Укрпрофоздоровниці" з питань розвитку, капітального будівництва та майнових питань.
Із жовтня 2014 року діючий віце-президент Академії економічних наук України.
Із серпня 2014 року радник ректора з питань комерціалізації, професор кафедри обліку та аудиту Приазовського державного технічного університету.

## Освіта та підвищення кваліфікації
У 1987 році закінчив з відзнакою Ленінградський військовий інститут фізичної культури.
У 1993 році закінчив з відзнакою Київський державний інститут фізичної культури.
У 2003 році отримав другу повну освіту у Приазовському державному технічному університеті за спеціальністю "Фінанси" та здобув кваліфікацію спеціаліста з економіки і підприємства.
У 2006 році захистив дисертацію на здобуття наукового ступеня кандидата економічних наук зі спеціальності економіка, організація і управління пірдприємствами.
У 2008 році здобув науковий ступінь доктора філософії з економіки. 
Із 2017 захистив дисертацію на здобуття наукового ступеня доктора економічних наук за спеціальністю економіка та управління підприємствами.

## Громадська діяльність
Починаючи з 1992 року до повномасштабного вторгнення 2022, залучав інвестиції на користь Маріупольського палацу спорту "Спартак", який до лютого 2022 року лишався одним із провідних спорткомплексів міста. 
Упродовж 30 років надавав безкоштовне навчання для близько п'ятисот учнів школи боксу, фінансував їх участь у змаганнях різного рівня, удосконалював матеріально-технічну базу спорткомплексу. За особистої фінансової підтримки в Маріуполі в 2006 році було відкрито найсучаснішу, на той час, спеціалізовану залу боксу в місті. 
У 2016 році заснував щорічній відкритий чемпіонат з боксу на нагороди заслуженого тренера УРСР Володимира Кленіна - свого батька, який з 1969 року займався тренерською діяльністю в Маріупольскій СДЮШОР. Серед найвідоміших учнів Володимира Кленіна майстри спорту України та СРСР; призери всеукраїнських змагань, чемпіони України, які представляли країну на міжнародній арені; переможці чемпіонатів Світу, Європи та СРСР, переможці та призери Кубків світу; заслужені тренери України, які вивели на світові олімпи Віталія та Володимира Кличко, тренери збірної СРСР та Олімпійської національної збірної. Весною 2022 року, під час блокади Маріуполя, Володимира Кленіна не стало, тоді ж Олег Кленін розпочав активу громадську діяльність.
У травні 2022 року заснував і очолив благодійну організацію "Відбудуємо нашу Україну", відому як "Rebuild our Ukraine".   
Діяльність організації націлена на відбудову смарт-міст на території України, з повним інфраструктурним комплексом та належним рівнем безпеки, населеністю в 1000 сімей. Мешканцями новобудов стануть ВПО, які втратили своє житло через дії РФ, зокрема маріупольчани. Перша ділянка під будівництво смарт-міста розташована у Бучанському районі, Київської області.   
Також фонд займається глобальним вирішенням проблем водопостачання прифронтових територій. На 2023 рік завдяки діяльності близько 300 000 українців отримали безкоштовний доступ до високоякісної питної води.   
У 2024 році діяльність БО "Відбудуємо нашу Україну" була відзначена вищими органами державної виконавчої влади України - статусом державної значущості.  

## Наукові публікації
Кленін О. В. Монографія "Теорія, методологія та практика стратегічного консалтингу в системі управління інноваційним розвитком промислових підприємств" // ДВНЗ «ПДТУ», Маріуполь, 2016. – 309 с.
Кленін О. В. "Організаційно-економічний механізм стратегічного консалтингу в системі управління інноваційним розвитком" // Причорноморські економічні студії: Науковий журнал. Випуск №12 ч. 1, Одеса, 2016. – 128-136 с.
Кленін О. В., Бессонова С. І. Методичні вказівки для самостійного вивчення предмета "Методологія наукових досліджень" // ДВНЗ «ПДТУ», Маріуполь, 2017. – 44 с.
Кленін О. В., Бессонова С. І. Методичні вказівки до практичних занять з дисциплини "Облік і звітність по міжнародним стандартам" // ДВНЗ «ПДТУ», Маріуполь, 2017. – 18 с.
Кленін О. В. "Узгодженість обліку основних засобів згідно вимог НПСБО  та МСБО" // ДВНЗ «ПДТУ». Університетська наука: тези доп. Міжнар. науково-техн. конф., Маріуполь, 2018. –  28-29 с., 32-38 с.
Кленін О. В. "Роль інноваційних процесів у діяльності промислового підприємства" // ДВНЗ «ПДТУ». Університетська наука: тези доп. Міжнар. науково-техн. конф., Маріуполь, 2020. – 12-17 с.
Кленін О. В. "Ефективність управління підприємством в системі інноваційного розвитку" // ДВНЗ «ПДТУ». Університетська наука: тези доп. Міжнар. науково-техн. конф., Маріуполь, 2021. – 18-23 с., 28-29 с.
Кленін О. В., Бессонова С. І. "Шляхи розвитку інноваційної діяльності в Україні" // Міжнародна науково-практична конференція «Діджиталізація економіки, як фактор стійкого розвитку». Маріуполь, 2021.
O Klenin, N Shmatko, Iu Bondar, V Tokareva, N Kovalenko, and V Kotlubai "Project management as a development tool for greening of enterprises of the national economy" // Publishing Ltd IOP Conference Series: Earth and Environmental Science, Volume 915, International Conference "ENVIRONMENTAL SUSTAINABILITY IN NATURAL RESOURCES MANAGEMENT", 2021, Odesa, Ukraine. Doi:10.1088/1755-1315/915/1/012037.
Кленін О. В., Бессонова С. І. "Роль державного фінансового аудиту в системі контролю бюджетних установ" // Наукове видання Львівського торговельно-економічного університету. Випуск №29, Львів, 2021. – 15-19 с.